# جيمس هاريسون (المهندس)
جيمس هاريسون (بالإنجليزية: James Harrison)‏ (17 أبريل 1816 - 3 سبتمبر 1893) هو طابع للصحف، وصحفي، وسياسي، ورائد في مجال التثليج الآلي، وحامل للجنسيتين الاسكتلندية والأسترالية.
بدأ حياته كطابع لصحيفة اسكتلندية أسترالية، ثم بعد ذلك صحفي وسياسي ورائد في مجال التبريد الميكانيكي. أسس هاريسون جريدة Geelong Advertiser وكان عضوًا في المجلس التشريعي الفيكتوري والجمعية التشريعية الفيكتورية. كما يعرف هاريسون أيضًا بأنه مخترع عملية التبريد الميكانيكية التي تصنع الجليد ومؤسس أعمال Victorian Ice، ونتيجة لذلك، غالبًا ما يطلق عليه «أب التبريد». في عام 1873 فاز بميدالية ذهبية في معرض ملبورن من خلال إثبات أن اللحوم التي ظلت مجمدة لعدة أشهر لا تزال صالحة للأكل.

## حياته الشخصية
وُلد جيمس هاريسون في بونهيل، في دانبارتونشاير، وهو ابن لصياد سمك. انضم هاريسون الي جامعة أندرسون ومن ثم معهد غلاسكو للميكانيك، المتخصص في الكيمياء، تدرب على الطباعة في غلاسكو وعمل في لندن كمؤلف قبل الهجرة إلى سيدني، أستراليا في عام 1837 لإنشاء مطبعة لشركة Tegg & Co. انتقل إلى ملبورن في عام 1839، وعمل مع جون باسكو فاوكنر كمؤلف وأصبح محرر بعد ذلك في مجلة بورت فيليب باتريوت. عرض هاريسون علي  فاوكنر اقتراحًا ببدء أول صحيفة في غيلونغ، بعدها ظهرت الطبعة الأسبوعية الأولى من Geelong Advertiser في نوفمبر 1940: «حُررت بواسطة جيمس هاريسون وطُبعت ونُشرت لجون باسكو فاوكنر (المالك الوحيد) من خلال ويليام واتكنز…». بحلول نوفمبر 1842، أصبح هاريسون المالك الوحيد للصحيفة.

## حياته السياسية
كان هاريسون عضوًا في أول مجلس بلدية في غيلونغ في عام 1850 ومثَل غيلونغ في المجلس التشريعي الفيكتوري من نوفمبر 1854 إلى أن ألغي في مارس 1856، ثم مثل هاريسون غيلونغ 1858-1859 وغيلونج ويست 1859-1860 في الجمعية التشريعية الفيكتورية. كمحرر، كان من أوائل المدافعين عن الحماية التعريفية للجمارك، والذي ظهر في وقت لاحق عندما كان رئيس تحرير ذا أيج تحت ملكية David Syme. لكن صعوده توقف فجأة في عام 1854 بعد رفع دعوى تشهير مثيرة للجدل ضده من قبل المدعي العام للملك جورج ماكاي، أستقرت هيئة المحلفين في حكم ماكاي مع هاريسون الي دفع 800 جنيه استرليني كتعويض. في عام 1862، على الرغم من أن أصوله كانت بقيمة 22000 جنيه إسترليني، كان عليه أن يبيع الصحيفة من أجل الإفلات من الإفلاس. في حين كان يمتلك الصحيفة من 1842 إلى 1862 بدأ اهتمامه بالتبريد وصنع الثلج يتطور. أثناء تنظيف النوع المتحرك (النظام الخاص بالطباعة) بالأيثر، لاحظ أن سائل التبخر سيترك هذا النوع المعدني باردًا للمس.

## عملية صنع الثلج
بدأت أول ماكينة لصناعة الثلج الآلية من إنتاج هاريسون في عام 1851 على ضفاف نهر بارون في روكي بوينت في غيلونغ. تبعته أول آلة تجارية لتصنيع الثلج في عام 1854، ومُنحت براءة الاختراع لنظام التبريد بضغط البخار الأيثر في عام 1855. يستخدم هذا النظام الجديد ضاغطًا لإجبار غاز التبريد على المرور عبر المكثف، حيث يتم تبريده وتسييله. ثم يتم تعميم الغاز المسيل من خلال ملفات التبريد وتبخيره مرة أخرى، وتهدئة النظام المحيط. تستخدم الآلة دولابًا بارتفاع 5 أمتار (16 قدمًا) وتنتج 3000 كيلوغرام من الثلج يوميًا. في عام 1856، ذهب هاريسون إلى لندن حيث حصل على براءة اختراعه (747 من 1856) وجهازه (2362 عام 1857).
أيضًا في عام 1856، تم تكليف جيمس هاريسون، من قبل مصنع الجعة لبناء آلة يمكن أن تبرد البيرة. استحوذت صناعة الخمور على نظامه على الفور تقريبََا، كما استخدمته على نطاق واسع مصانع تعبئة اللحوم.
على الرغم من أن هاريسون حقق نجاحًا تجاريًا في إنشاء شركة ثلج ثانية في سيدني عام 1860، فقد دخل فيما بعد في مناقشة كيفية منافسة الميزة الأمريكية لمبيعات لحوم البقر غير المبردة إلى المملكة المتحدة. أراد إثبات أن عملية التبريد يمكن أن تستمر لأي فترة مطلوبة، وفي عام 1873 أعد السفينة الشراعية نورفولك لشحنة تجريبية  من لحم البقر إلى المملكة المتحدة. كان اختياره لنظام الغرفة الباردة بدلًا من تركيب نظام تبريد على السفينة نفسها كارثيًا بعد استهلاك الثلج بمعدل أسرع من المتوقع ما أدى إلى فشل التجربة، وبالتالي إلى تدمير ثقة الجمهور في اللحوم المبردة في ذلك الوقت. عاد هاريسون إلى الصحافة، وأصبح محررًا في صحيفة Melbourne Age عام 1867.
عاد هاريسون إلى غيلونغ عام 1892 وتوفي في منزله في بوينت هنري عام 1893.

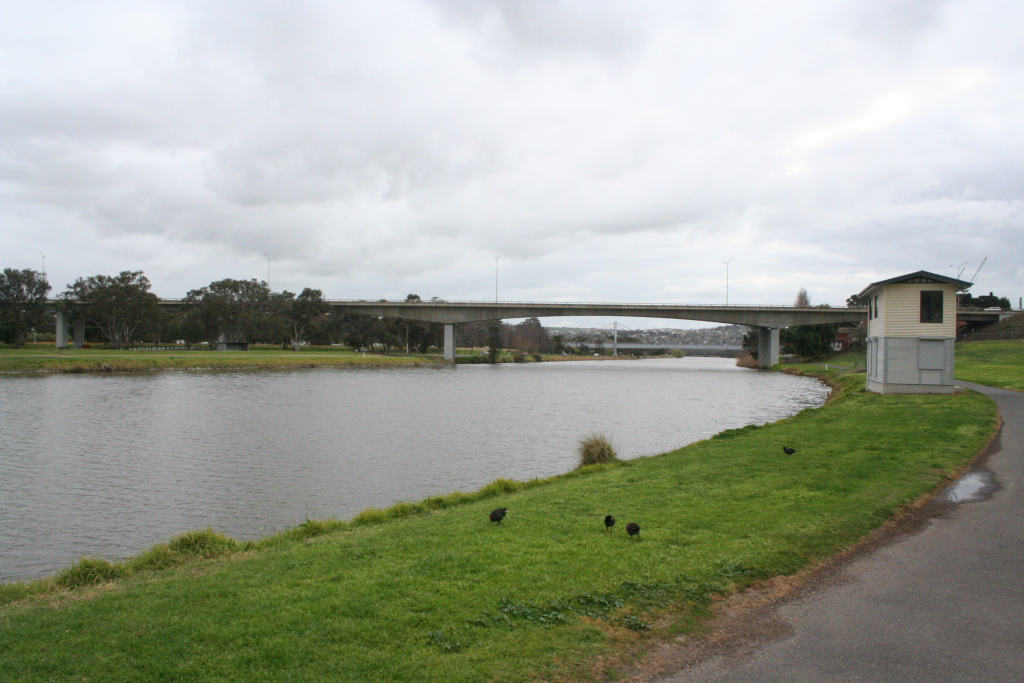
جسر جيمس هاريسون فوق نهر بارون

## إرثه
اكتسب لجنة متحف جيمس هاريسون أرضًا في روكي بوينت (موقع أول ماكينة لصنع الثلج في العالم) وتسعى إلى بناء متحف هناك. وتوجد جائزة المعهد الأسترالي للتبريد والتكييف والتدفئة، وهي جائزة تحت اسم جيمس هاريسون.
سُمي جسر جيمس هاريسون الذي يمتد على نهر بارون في غيلونغ على شرفه.
تقع لوحة تذكارية تقع في 100 فرانكلين ستريت، ملبورن لتخليد ذكرى أعمال الجليد في فيكتوريا التي أسسها جيمس هاريسون في عام 1859.
احتُفل بالذكرى المئوية للتبريد (1856-1956) بلوحة في شارع ريري (Reyrie St.)، على مبنى Geelong Advertiser.

## روابط خارجية
صورة جيمس هاريسون في معرض الفنون بغيلونغ.